# Deska sedesowa

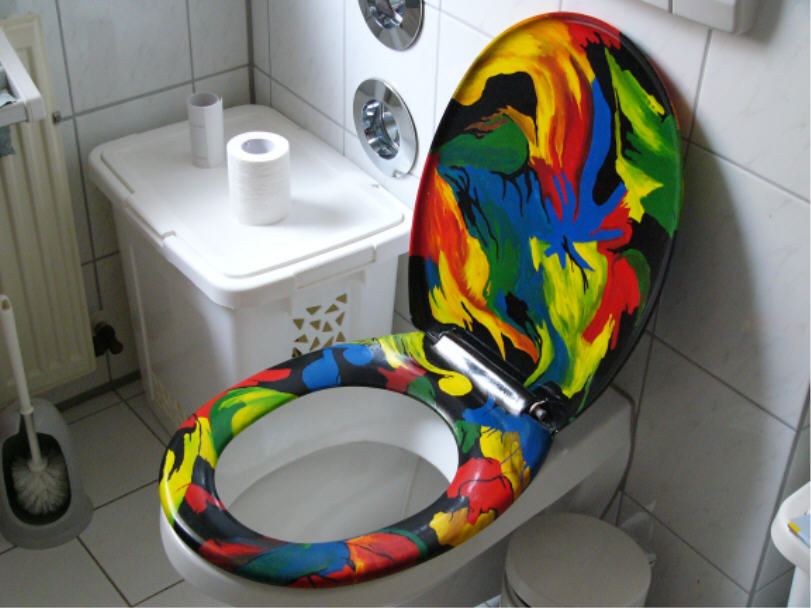
Kolorowa deska sedesowa

Deska sedesowa, sedes – obręcz z podnoszoną klapą, nakładana na muszlę klozetową.   
Deski sedesowe posiadają gładką powierzchnię, aby zminimalizować ryzyko osiadania na nich bakterii. Dawniej wykonywane były z drewna (stąd ich nazwa), współcześnie wytwarzane są również z konglomeratu, żywic, poliestrów, stali szlachetnej oraz najczęściej spotykane ze względu na cenę, choć najmniej trwałe, z plastiku. 